# Doktor Douglas
Doktor Douglas er en amerikansk stumfilm fra 1917 af John Emerson.

## Medvirkende
- Douglas Fairbanks som Billy Gaynor.
- Eileen Percy som Ethel Forsythe.
- Gustav von Seyffertitz som Dr. Jollyem.
- Charles McHugh som Dr. Samm.
- Charles K. Gerrard